# Calle del Ángel
La calle del Ángel es una vía pública de la ciudad española de San Sebastián.

## Descripción
La vía, que obtuvo el título actual en abril de 1897, nace de la plaza de Miguel Muñoa y discurre hasta la del Puerto. Serapio Múgica Zufiria aventura que el nombre podría deberse a alguna efigie que hubo en la zona. La describe en Las calles de San Sebastián (1916) con las siguientes palabras:

Calle del Angel.—No figura la calle del Angel en el padrón de vecinos de 1566, ni en las Ordenanzas de 1630. Esa parte de la población que existía de antiguo en forma de anfiteatro en la colina derecha, se hallaba unida por el Norte con la rampa de la torre del Campanario. Tenia de ancho esta vía antes del incendio de 1813, cinco y medio pies en algunas partes y hasta catorce en otras. Era pesada, poco aseada y mal sana, con alineación tortuosa. Las casas por lo común eran pequeñas. Todos los edificios quedaron destruídos, así por los proyectiles, como por el incendio, y reducidos los más a fragmentos de piedra. Este nombre tiene su origen, sin duda, en alguna efigie de Angel, colocada en aquella parte de la población.

Por acuerdo del Ayuntamiento de 13 de Abril de 1897, se dispuso rotularle en vascuence con el nombre de Aingeru-Kalea, que es traducción de «Calle del Angel».
(Múgica Zufiria, 1916, p. 10)